# Титаноцератопс
Титаноцератопс (лат. Titanoceratops) — род рогатых динозавров из подсемейства хазмозаврин семейства цератопсид, описанный по ископаемым остаткам из верхнемеловых отложений США. Включает единственный вид — Titanoceratops ouranos. Это самый древний вид трицератопсин (поздний этап кампанского яруса, верхняя Fruitland Formation или нижняя Kirtland Formation; 74—73 млн лет). Ископаемые остатки этого вида были найдены в 1941 году в округе Сан-Хуан (на северо-западе штата Нью-Мексико, но ранее их ошибочно относили к роду Pentaceratops (Pentaceratops sternbergi).
Взрослое животное достигало в длину около 6,5 м и весило около 4,5 тонн, что делает его одним из крупнейших видов цератопсид .Череп голотипа является крупнейшим известным черепом этой группы динозавров, а возможно, и среди всех наземных животных. Длина его передней части (без затылочного капюшона в виде большого костяного воротника) от заднего края до кончика морды составляет 1,2 метра, а надглазничный рог достигает 91 см в длину. Общая расчётная длина всего черепа вместе с костяным воротником достигала 2,6 м. Кладистический анализ показал, что новый вид является сестринским таксоном к кладе, формируемой родами Eotriceratops, Triceratops и Torosaurus.